# アトス・インターナショナル
株式会社アトス・インターナショナルは、スカパー!（東経110度CS放送）・スカパー!プレミアムサービスにて音楽専門チャンネル「ミュージック・エア」・「ミュージック・ジャパンTV」を運営する番組供給事業者。楽器教則DVDを中心に、DVDパッケージの企画・制作・販売も行っている。
なお、本項目では、当社の子会社である、株式会社アトス・ブロードキャスティングについても記述する。

## 沿革
- 1989年7月29日 - 株式会社アトスコーポレーション（現：アトス・インターナショナル）設立。
- 1997年9月 - パーフェクTV!（現：スカパー!プレミアムサービス）にて「ミュージック・エア・ネットワーク」放送開始。
- 1998年12月 - ディレクTVにて「ミュージック・エア・ネットワークgold」放送開始（2000年放送終了）。
- 1999年9月 - ディレクTVにて「ミュージック・エア・グラフィティ」（懐かし音楽★グラフィティTV/keibaを経て、現在はミュージック・グラフィティTV）放送開始。
- 2002年5月10日 - 電気通信役務利用放送法に基づく放送事業（衛星役務利用放送）を行う子会社としてアトス・ブロードキャスティング設立。
- 2004年6月 - スカイパーフェクTV!110（現：スカパー!）にて「ミュージック・エア・ネットワーク（衛星基幹放送事業者はシーエス・ワンテン）」放送開始。
- 2006年4月1日 - 「大人の音楽専門TV◆ミュージック・エア」にチャンネル名を変更。
- 2007年10月1日 - ヤマハミュージックエンタテインメントホールディングスと合弁で株式会社ヤマハ・アトス・ミュージック・アンド・ビジュアルズ（現：ヤマハ・ミュージック・アンド・ビジュアルズ）を設立。
- 2013年4月1日 - 株式会社デジタルプラネット衛星放送より「ミュージック・ジャパンTV」の運営を移管[1]。
- 2014年5月 - 神田神保町に「楽器cafe」オープン。

## アトス・ブロードキャスティング

### 運営チャンネル

#### 現在
- 寄席チャンネル（スカパー!プレミアムサービス Ch.542）
  - 2014年
    - 9月1日 - スカイビジョンから運営を受託。
    - 9月25日 - ハイビジョン放送開始。
- ミュージック・グラフィティTV（スカパー!プレミアムサービス Ch.645）
  - 2002年7月 - フォーバルテレコムから「MusicAirグラフィティ/ダイナミック競馬」の放送事業者としての地位を承継。
  - 2005年12月1日 - 「ミュージックグラフィティTV/keiba」にチャンネル名変更。
  - 2006年4月1日 - 「懐かし音楽★グラフィティTV/keiba」にチャンネル名変更。
  - 2012年9月29日 - 「ミュージック・グラフィティTV」にチャンネル名変更。
  - 2014年9月25日 - ハイビジョン放送開始。
- 地方競馬ナイン（スカパー!プレミアムサービス Ch.701・702・703）
  - 2014年
    - 4月1日 - 放送開始。
    - 9月25日 - ハイビジョン放送開始。
    - 10月1日 - Ch.703開局。

#### 過去
- Australia Network（スカパー!プレミアムサービス標準画質 Ch.773）
  - 2009年5月1日 - 「Australia Network/サイエンスチャンネル」として放送開始。
  - 2010年4月1日 - サイエンスチャンネル放送終了に伴い、チャンネル名を「Australia Network」に変更。
  - 2012年3月31日 - 放送終了。
- ライブ245（大村&若松）（スカパー!プレミアムサービス標準画質 Ch.245）
  - 2010年4月7日 - 放送開始。無料放送。大村競艇場、および若松競艇場の競艇（大村と重複する場合は17時以降）を中継。Australia Networkと帯域を共用するためレースが無い時間は放送休止。
  - 2012年3月31日 - 放送終了。同年4月以降、大村のレースはシアター・テレビジョンで、若松のレースは寄席チャンネルでそれぞれ放送。

## 外部サイト
- アトス会社概要
- 楽器cafe